# Binding-Brauerei

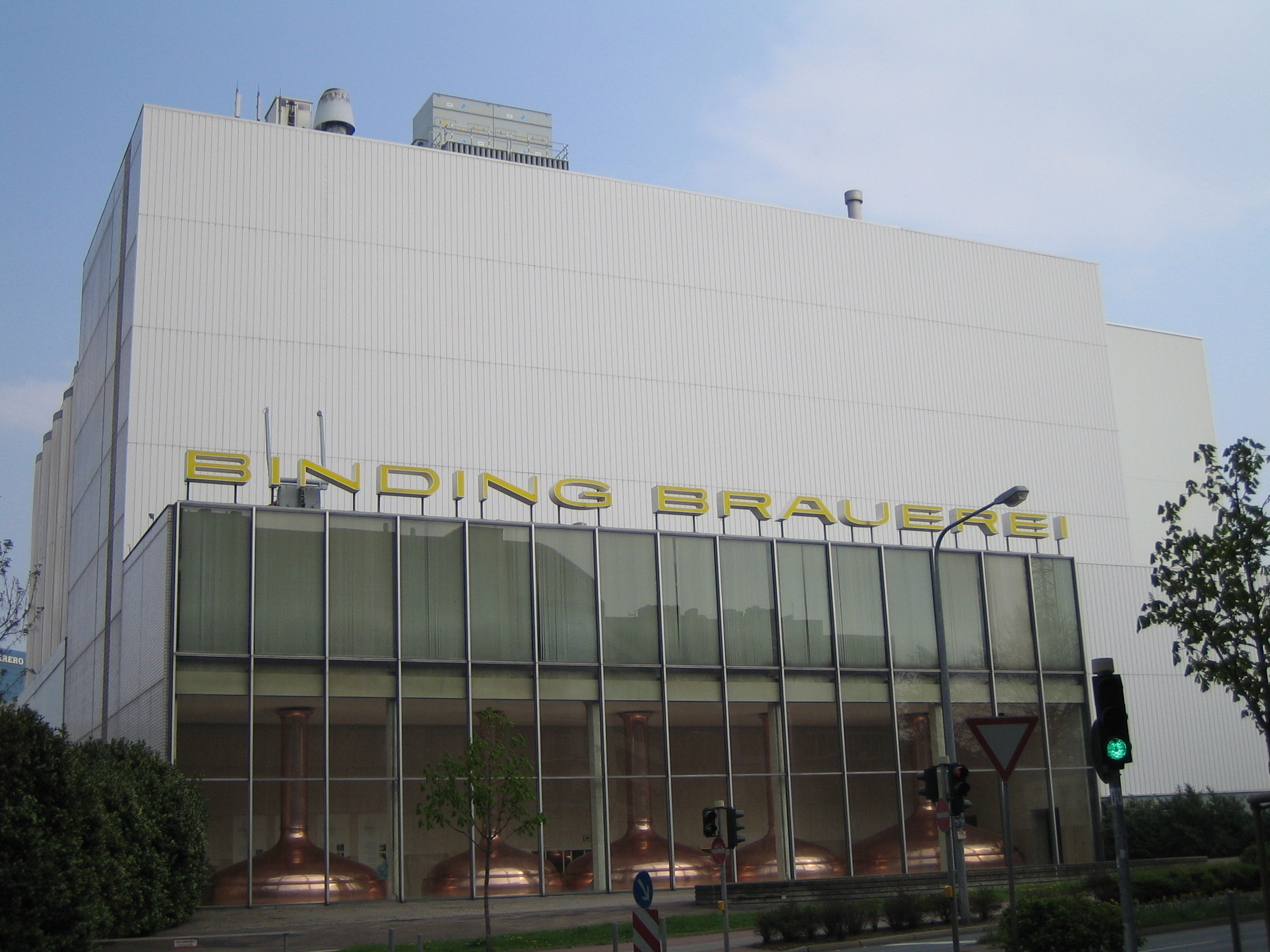
Ehemalige Binding-Brauerei an der Darmstädter Landstraße in Frankfurt

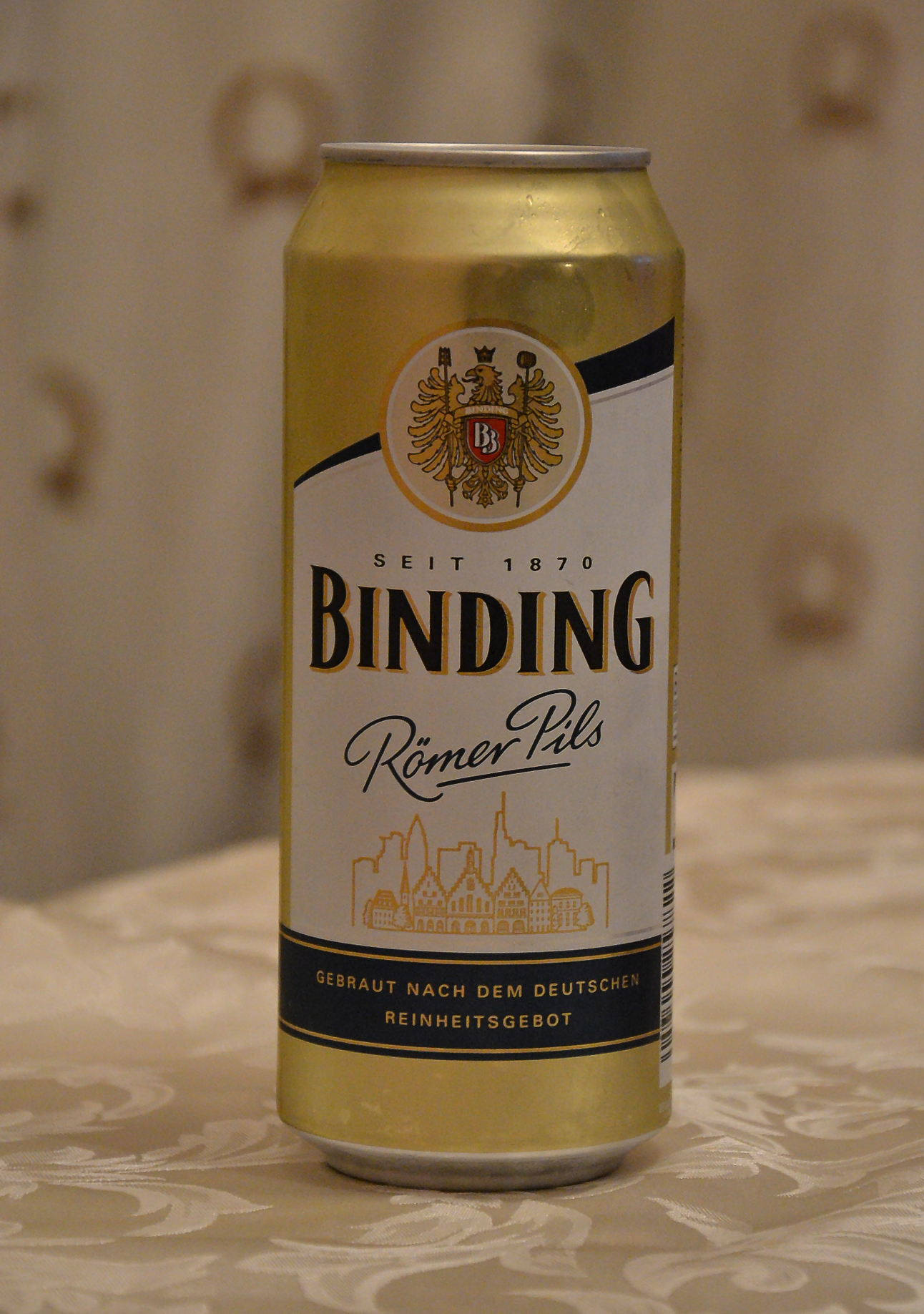
Binding Römer Pils

Die Binding-Brauerei AG ist ein zur Radeberger Gruppe gehörendes Brauereiunternehmen mit Sitz in Frankfurt am Main. Bis September 2023 wurden im Stadtteil Sachsenhausen die Marken Binding, Henninger, Schöfferhofer Weizen und Clausthaler gebraut und abgefüllt. Seit 2023 füllt die Tucher Privatbrauerei, ebenfalls Radeberger Gruppe, in Nürnberg und Fürth Bier der Marke Binding ab.

## Geschichte

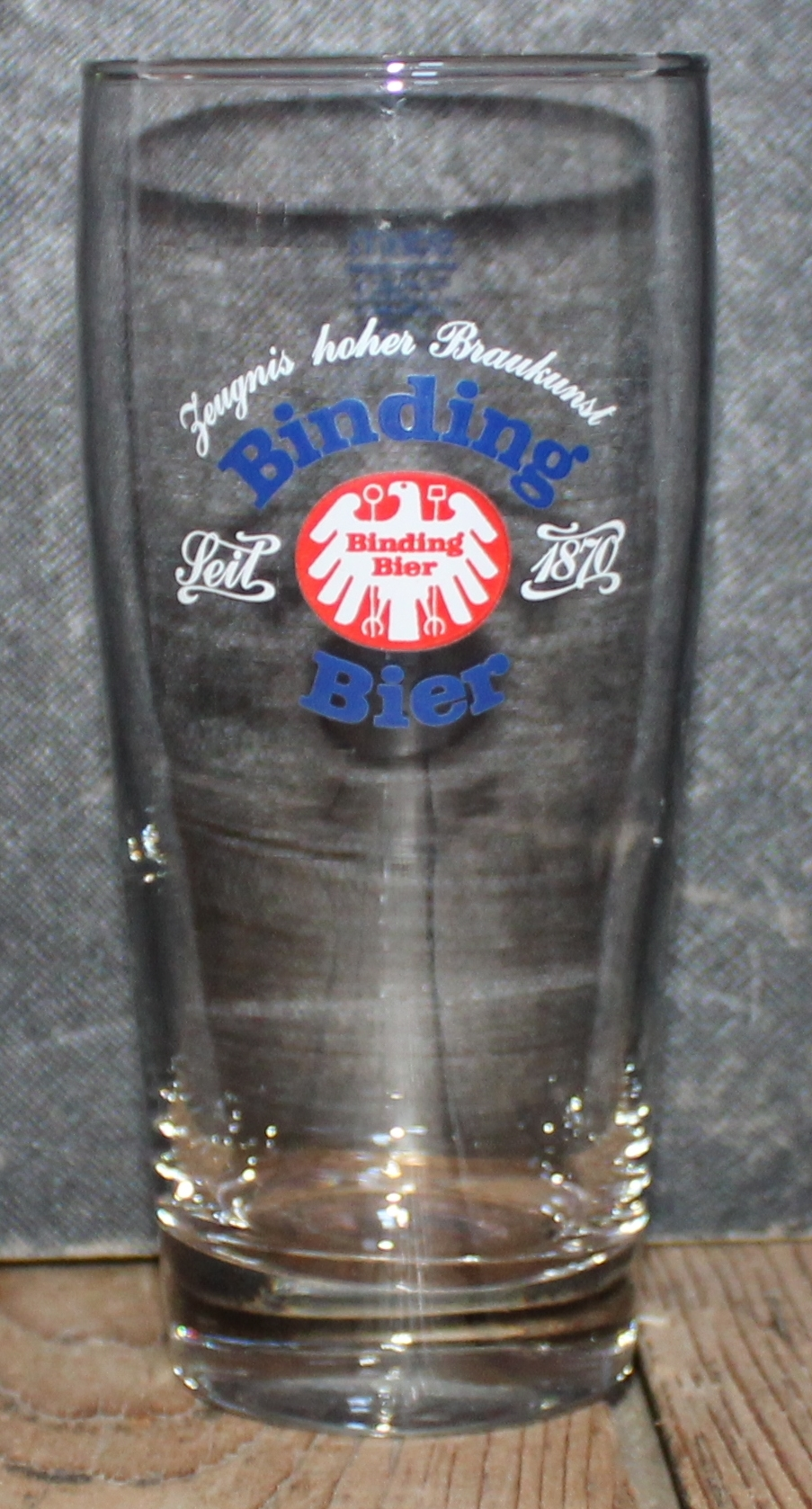
Altes Glas Binding Bier

Der Gründer Conrad Binding war ein Küfer und Bierbrauer, der am 1. August 1870 die kleine Brauerei Glock in der Frankfurter Altstadt kaufte. Zur Brauerei gehörten die Gaststätte Stadt Schwalbach am Garküchenplatz in der Frankfurter Altstadt und ein Felsenkeller an der Darmstädter Landstraße in Sachsenhausen zur kühlen Lagerung des Biers.
Binding baute 1881 bei dem Felsenkeller am Sachsenhäuser Berg (wo sich auch die Henninger-Brauerei befand) eine neue, moderne Brauerei und schloss die alte. Im gleichen Jahr erwarb er die Brauerei Schneider am Kornmarkt. Zum 16. Mai 1885 wandelte er sein Unternehmen in eine Aktiengesellschaft um, zunächst unter der Firma Bindingsche Brauerei-Gesellschaft, ab 1899 Brauerei Binding AG. 1905 wurde die Frankfurter Brauerei Fritz Reutlinger übernommen.
1919 wurde die Actien-Brauerei Homburg (vormals Messerschmitt) in Bad Homburg vor der Höhe von der Brauerei Binding AG übernommen, die 1921 mit der Hofbierbrauerei Schöfferhof & Frankfurter Bürgerbrauerei AG (Zusammenschluss 1905, Sitz in Frankfurt, Brauereien in Mainz, Kassel und Frankfurt) zur Schöfferhof-Binding-Bürgerbrauerei AG fusionierte – wobei rein formal bzw. juristisch Schöfferhof-Bürgerbrauerei die aufnehmende Gesellschaft war und Binding „unterging“. Im Jahr 1939 wurde die Firma in Schöfferhof-Binding-Brauerei AG geändert. Im gleichen Jahr wurde das erste Fass der auch heute noch bekannten Marke „Römer Pils“ angestochen. Die Sachsenhäuser Brauerei wurde im Zweiten Weltkrieg durch einen Luftangriff zu rund 70 Prozent zerstört.
Binding gehört seit 1952 zum Oetker-Konzern.
Das Ende der 1950er Jahre gebaute Sudhaus mit den großen Fenstern, hinter denen die fünf kupfernen Sudkessel sichtbar sind, war das markanteste Gebäude der Brauerei. Bis 1985 befand sich gegenüber dem Sudhaus, auf der anderen Straßenseite, die Binding-Mälzerei, in der bis in die 1970er Jahre das eigene Braumalz produziert wurde. Dieses große Backsteingebäude stammte zu wesentlichen Teilen noch aus dem 19. Jahrhundert, mit einem Anbau aus den 1950er Jahren. Weithin sichtbar war eine große eiserne Belüftungshaube (Hutze) mit dem Schriftzug BINDING, die sich mit dem Wind drehte.
Die Frankfurter Braustätte war die größte Brauerei in Hessen und beschäftigte auf dem etwa 56.000 m² großen Werksgelände rund 150 Mitarbeiter.
Bekanntes Markenzeichen ist ein stilisierter Adler, da die Stadt Frankfurt am Main einen Adler im Wappen trägt. In den 1960er Jahren verwendete Binding die Reklamefiguren Schorsch und Schaa, zwei biertrinkende und Mundart babbelnde Frankfurter.
2001 wurden die in- und ausländischen Vertriebsrechte der benachbarten Henninger-Brauerei übernommen. Die Binding-Brauerei AG firmiert seit 2002 als Radeberger Gruppe, zu der Großbrauereien wie z. B. die Radeberger Exportbierbrauerei und die Berliner-Kindl-Brauerei gehören. Sie ist mit einem Ausstoß von rund 13 Millionen Hektolitern der größte Braukonzern in Deutschland.
Die 1995 aus Anlass des 125-jährigen Bestehens der Brauerei gegründete Binding-Kulturstiftung verleiht seit 1996 den hoch dotierten Binding-Kulturpreis.
2008 und 2009 wurde in den Medien eine Sitzverlegung, insbesondere nach Bad Vilbel oder Nieder-Eschbach diskutiert.
Am 29. September 2022 kündigte die Radeberger Gruppe an, die Binding-Brauerei in Frankfurt am Main zu schließen und Bier der gleichen Marken an anderen Standorten der Gruppe zu brauen. Die Produktion und Abfüllung wurde schrittweise bis zum 21. September 2023 beendet.
Die Marke Binding wird seither bei Tucher Bräu in Nürnberg/Fürth gebraut und abgefüllt, die Marken Clausthaler und Schöfferhofer werden in der Dortmunder Actien-Brauerei gebraut und abgefüllt. Beide Brauereien gehören ebenfalls zur Radeberger Gruppe. Der Sitz der Radeberger Gruppe selbst verblieb in Sachsenhausen.

### Nach 1960 übernommene Brauereien

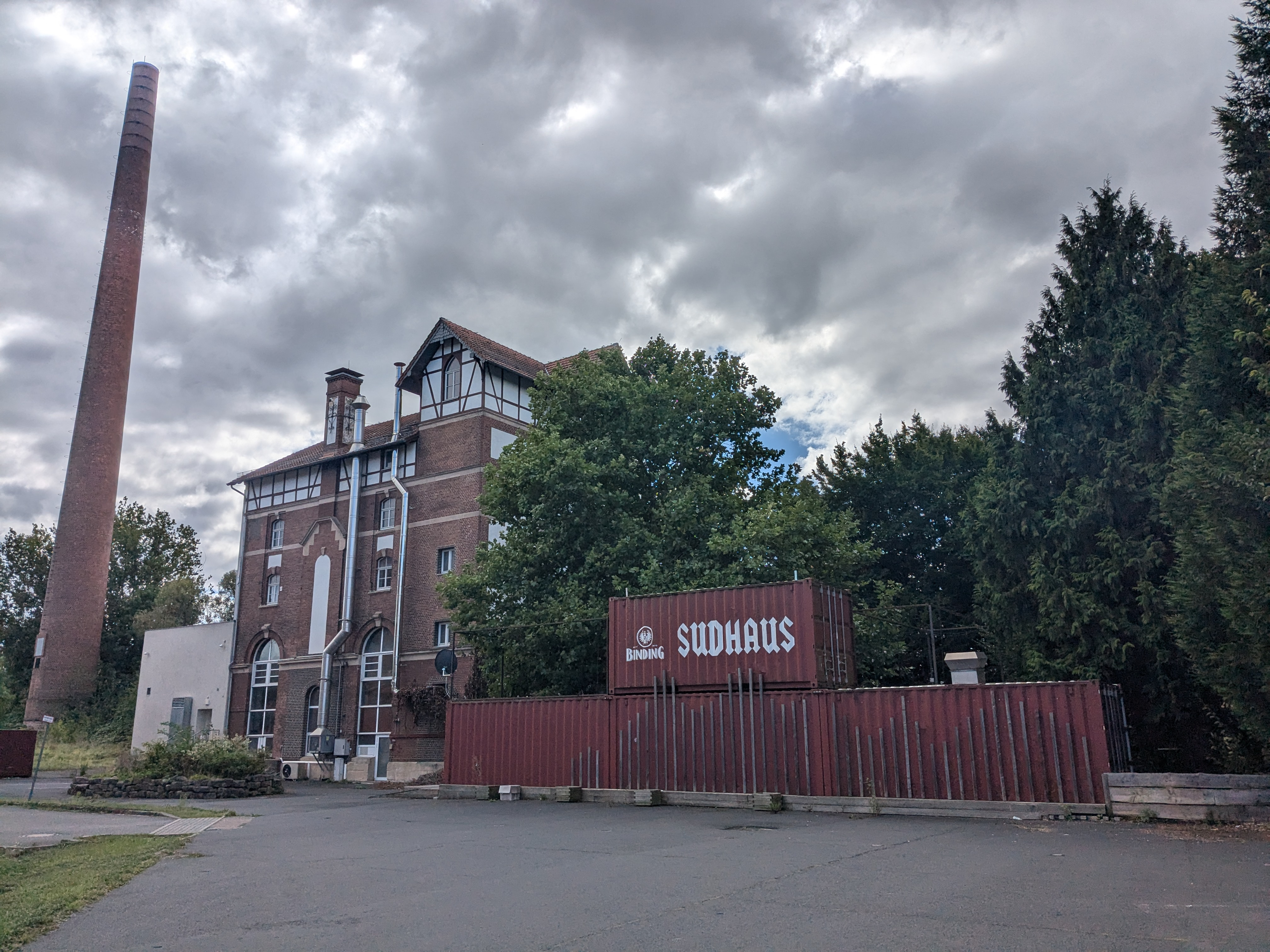
Sudhaus der ehemaligen Herkules-Brauerei in Kassel

Seit den 1960er Jahren expandierte Binding in Rheinland-Pfalz, Hessen und Nordbaden. Zahlreiche Brauereien, mit zum Teil akuten wirtschaftlichen Problemen, wurden übernommen und in den meisten Fällen umgehend geschlossen. Aus einer dieser späten Übernahmen stammt die Marke Clausthaler (während die Marke Schöfferhofer schon seit der Fusion von 1921 zum Binding-Konzern gehört). Abgeschlossen wurde diese Entwicklung mit der Übernahme der Marken- und Vertriebsrechte der anderen großen Frankfurter Brauerei, der benachbarten Henninger-Brauerei.
- Unionbrauerei Groß-Gerau (geschlossen 1967)
- Engelbräu, Heidelberg (geschlossen 1967)
- Brauerei Schrempp-Printz, Karlsruhe (geschlossen 1970)
- Brauerei Heinrich Fels, Karlsruhe (geschlossen 1971)
- Brauerei Engelhardt, Bad Hersfeld (geschlossen 1973)
- Germania-Brauerei, Wiesbaden (übernommen von Henninger 1972, geschlossen 1973)
- Oranien-Brauerei, Dillenburg (geschlossen 1974)
- Brauerei Nicolay, Hanau (geschlossen 1974)
- Bayerische Aktien-Bierbrauerei Aschaffenburg (geschlossen 1975)
- Gesellschaftsbrauerei Homberg/Efze (geschlossen 1976)
- Schwanenbräu, Groß-Umstadt (geschlossen 1976)
- Schwanenbrauerei Kleinschmitt, Schwetzingen (geschlossen 1978)
- Caspary-Brauerei, Trier (übernommen 1978, geschlossen 1983)
- Städtische Brauerei Clausthal (geschlossen 1978)
- Guntrum-Bräu, Bensheim (geschlossen 1979)
- Aktienbrauerei Ludwigshafen (geschlossen 1979)
- Murgtal-Brauerei Degler, Gaggenau (geschlossen 1982)
- Fecher-Bräu, Seligenstadt (geschlossen 1983)
- Mainzer Aktien-Bierbrauerei (übernommen 1969, 1983 geschlossen)
- Städtische Brauerei Northeim (geschlossen 1984)
- Frankfurter Brauhaus AG (geschlossen 1987)[9]
- Prinz-Bräu, vorm. Brauerei Steinhäusser, Friedberg (Hessen)
- Brauerei Habereckl, Mannheim (geschlossen 1993)
- Bayerische Brauerei Schuck-Jaenisch, Kaiserslautern (geschlossen 1993)
- Herkules-Brauerei, Kassel (Kooperation seit nach 1945, übernommen 1972, geschlossen 1999)
- Brauhaus J. Wörner, Erbach (übernommen 1988, geschlossen 2006)
- Henninger-Bräu (übernommen/geschlossen 2001/2002)

Die seit 1921 zu Binding gehörende Schöfferhofer-Brauerei in Mainz wurde 1971 geschlossen, deren Zweigbetrieb in Kassel (Mombachstraße 84) wurde nach schweren Kriegsschäden nicht wiederaufgebaut.

## Ehemalige Produkte

Logo Clausthaler

In der Frankfurter Brauerei wurden folgende Sorten gebraut:
- Binding Export
- Binding Festbier (nur Gastronomie)
- Binding Naturtrüb (nur Gastronomie)
- Binding Radler naturtrüb
- Binding Römer Pils
- Binding Adler
- Binding Lager
- Binding Ice Beer
- Binding Naturtyp
- Binding Römer Pilsener Spezial
- Braumeisters Kraftmalz
- Carolus Doppelbock (von September bis März erhältlich)
- Clausthaler Classic alkoholfrei
- Clausthaler Extra Herb alkoholfrei
- Clausthaler Naturtrüb alkoholfrei
- Clausthaler Radler alkoholfrei
- Henninger Export
- Henninger Kaiser Pilsner
- Henninger Radler
- Schöfferhofer Weizen – helles, dunkles, naturtrübes und alkoholfreies Hefe-Weizen, Kristallweizen, Grapefruit, Kaktusfeige, Birne-Ingwer, Weizen Sprizz, Zitrone und Granatapfel+Guarana
- Habereckl Märzen